# 139 Juewa
139 Juewa är en stor och mörk asteroid upptäckt 10 oktober 1874 av den kanadensisk-amerikanske astronomen J. C. Watson. Detta var den först upptäckta asteroiden från Kina och Beijing. Watson besökte Kina för att observera en Venuspassage. Han frågade sina värdar vad han skulle kalla asteroiden och de svarade 瑞華, vilket betyder "Stjärnan för Kinas lycka".
Asteroiden består sannolikt av enkla karbonater. Man har observerat ockultationer av stjärnor tre gånger.